# 南方证券
南方证券股份有限公司（简称南方证券，南证）是中国一家已经结业的大型证券公司，1992年成立；2004年1月2日，由于经营危机被中国证监会、深圳市政府实施行政接管；2005年11月4日，南方证券所属营业部依法关闭。2006年8月16日被正式宣布破产，创下了中国有史以来最大券商破产案。其主要资产后被中国建银投资收购并由此组建了中投证券。

## 历史

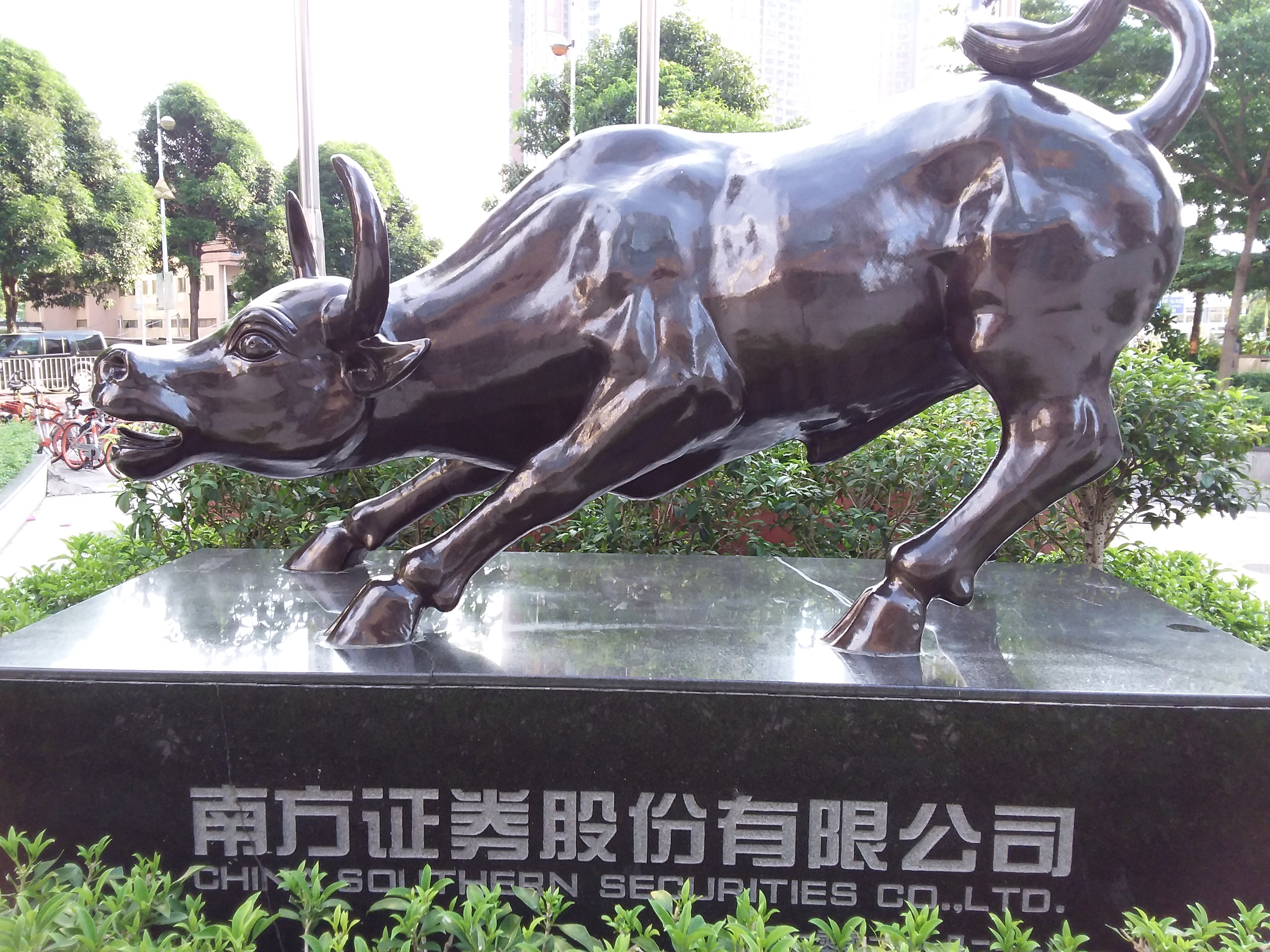
前南方证券总部——太平洋商贸中心的牛雕塑，是南方证券少数遗迹之一

南方证券股份有限公司原名中国南方证券公司，是在中华人民共和国财政部的大力支持下，由中国工商银行、中国农业银行、中国银行、中国建设银行、交通银行和中国人民保险公司联合发起，并由国内四十多家著名企业出资组建的全国性大证券公司，其中由农行主导经营，1992年12月21日在深圳市成立，当时是中国仅有三家注册资本达10亿元的证券公司（其余两家分别为国泰证券、华夏证券）。首任董事长为农行原副行长王景师。
1993年，王景师提出“实业与证券两个轮子转”的发展思路，自此之后南方证券开始投资实业，在全国各地购置土地、开发房产以及投资企业，在一些地方圈地超过一县之域，因此南方证券的高管被称作“县长”，而现今也有不少地方（如广州、深圳、珠海）还有“南方证券大厦”的建筑物，但是这些投资在泡沫破灭之后即成为公司的沉重包袱。1995年，南方证券公司完成了由总公司、分支机构之间形成的“二级法人管理”体制向“一级法人、三级管理”体制的转变。　1998年-2001年，是中国证券市场牛气最盛的时候，而南方证券恰恰是这一时期中国证券市场中最具光芒的主力之一。1999年南方证券在“5·19”行情时启动了“虹桥机场”（现上海机场集团），推动了国企大盘股的上涨。统计显示，1999年南方证券公司实现了A股＋基金交易总额位列全国同行第二名、主承销募集资金总额列第三名的好成绩。2000年，较好的市场行情致使南方证券吸收了大量的委托理财业务，并签订了大量保底（保本保定息）合约，这为后来南方证券背上包袱埋下了伏笔。
由于背上百亿元债务，为化解风险 , 南方证券2000年开始着手增资扩股工作。 2001年2月25日 , 南方证券宣布成功增资扩股 , 北京首创、安彩集团 、吴江丝绸 、邯郸钢铁、上海汽车 、 国家开发投资公司 、中国诚通控股、露露集团等21家国有大企业和上市公司以现金入股方式共投入17.85亿元成为南方证券的新股东 , 加上南方证券原有的公积金转增资本金 , 注册资本 增加到34.58亿元。首创股份、上海汽车与深圳市投资管理公司成为南方证券的并列第一大股东。此后由深圳市国资主导经营，2002年1月19日，南方证券获得中国证监会批准进行增资扩股并改制成为股份有限公司。之后，原深发行行长贺云出任董事长，而申银万国证券的元老人物之一阚治东出任总裁。
在坐庄之风盛行时候，南方证券凭借资金实力通过自营业务操纵个股，于2000年开始操盘哈飞股份(600038.SH)。此外，南方证券还存在挪用客户保证金、委托理财融资成本过高等券商通病。到了2002年6月公司换届时，南方证券挪用客户保证金余额19亿元，持仓哈飞股份的余额为500万股。另外，由于投行部包销了哈药集团(600664.SH)配股，从而持有了6800万股哈药集团股票。而到2004年被行政接管时，客户保证金被挪用的余额已经达到80亿元，在中国证券登记结算公司透支和国债欠库超过100亿元，委托理财亏损超过30亿元。

### 停业及破产
虽然2003年其承销的股票数量在全部券商中排名第一，但由于公司混乱的管理、内控不力及经营不当，再加上股市波动直接导致了南方证券财务、资金状况持续恶化。2003年11月，南方证券爆发了大范围的信用危机，无论机构客户还是个人投资者纷纷撤离南方证券，委托理财客户更是天天上门索债，南方证券这才主动向证监会求援。2004年1月2日，中国证监会、深圳市政府宣布对南方证券实施行政接管。到了2005年2月，中国人民银行向南方证券注入80亿元再贷款才补足了被挪用的股民保证金。2005年4月29日，南方证券因挪用巨额客户交易结算资金，被中国证监会取消证券业务许可并责令关闭。同年8月1日，中国建银投资以3.5亿元外加承担80亿元央行再贷款接手了南方证券74家营业部和投行业务，并以此为基础设立了中国建银投资证券有限责任公司，简称“中投证券”。
2005年11月4日，南方证券所属营业部依法关闭，由中投证券接管。
2005年4月29日，深圳市政府成立南方证券清算组，负责南方证券关闭后的清算工作。受南方证券清算组委托，德勤华永会计师事务所有限公司深圳分所出具《南方证券股份有限公司2005年12月31日执行商定程序的资产负债专项报告》。上述报告的审计结果显示：截至2005年12月31日，南方证券的资产总额为106.31亿元，负债总额为228.08亿元，资不抵债金额为121.77亿元，资产负债率高达214.55％，已严重资不抵债。
2006年6月6日，中国证监会批复同意南方证券破产还债。2006年8月16日被正式宣布破产，创下了中国有史以来最大券商破产案。然而直到2007年4月4日，南方证券破产案才正式在深圳市中级人民法院开庭。截至2012年12月，南方证券破产案共审核各类权利申报2132笔，确认普通破产债权204.97亿元,审理衍生诉讼332宗,处置各类资产137亿元，清偿债权133.07亿元，清偿比例达64%，2013年5月30日，深圳中院完成南方证券破产案清算。